# Грудинин, Владимир Андреевич
Владимир Андреевич Грудинин (род. 9 декабря 2003, Ангарск, Иркутская область) — российский хоккеист, защитник. Мастер спорта России (2021).

## Биография
Начал заниматься хоккеем в школе клуба «Ермак» из родного города Ангарска. Дебютировал на юношеском уровне в 2011 году, на уровне первенства России по региону Сибирь — Дальний Восток. В 2018 году переехал в Москву с целью себя попробовать в школе московского ЦСКА, где дебютировал на открытом турнире по хоккею среди юношеских клубных команд — «Мемориал Владимира Крутова», после чего остался в системе «армейцев».
В сезоне 2020/21 состоялся профессиональный дебют Грудинина в молодёжном клубе «Красная армия» на уровне МХЛ. В следующем сезоне, тренерский штаб главной команды ЦСКА обратил внимание на молодого хоккеиста и стал привлекать Владимира к тренировкам с основной командой. Дебют на уровне КХЛ состоялся 5 ноября 2021 года в гостевом матче против подмосковного клуба «Витязь». 7 января 2022 года, в очередной встрече регулярного сезона против того же «Витязя», Грудинин отдал результативную передачу, тем самым открыл счёт своим персональным очкам на высшем уровне. Всего в свой дебютный сезон на уровне КХЛ отыграл 6 матчей в регулярном чемпионате, а также 7 матчей в плей-офф. По итогу сезона стал обладателем Кубка Гагарина в составе ЦСКА. Помимо этого, привлекался к играм в составе фарм-клуба «Звезда» в ВХЛ.

## На уровне сборной
Прошёл всю вертикаль развития, начиная от юниорских сборных, вплоть до попадания в основную сборную России.
Первым крупным международным турниром, в котором принял участие Грудинин, стал чемпионат мира среди юниорских команд 2021, проходивший в США. На этом турнире сборная России завоевала серебряные медали.
Был вызван в штаб основной сборной Росcии для участия в первом этапе Еврохоккейтура — Кубке Карьяла. На момент дебюта в сборной Владимиру было 17 лет 11 месяцев и 4 дня, тем самым он стал вторым в истории сборной дебютантом по возрасту. Грудинин на несколько дней превзошёл Александра Овечкина, который впервые сыграл за главную команду страны в 17 лет 11 месяцев и 15 дней.
Был вызван в состав молодёжной сборной на чемпионат мира 2022, который не был завершён из-за роста числа случаев заражений коронавирусной инфекцией COVID-19 в нескольких командах.

## Достижения
- Обладатель Мирового кубка вызова 2019
- Серебряный призёр чемпионата мира по хоккею с шайбой среди юниорских команд 2021
- Обладатель Кубка Гагарина 2022,2023